# Flagge von Sint Eustatius
Die Flagge von Sint Eustatius wurde am 29. Juli 2004 festgelegt und im selben Jahr am 16. November, dem Feiertag der Insel Sint Eustatius, dem Statia Day, zum ersten Mal in Gebrauch genommen. Sint Eustatiusis ist eine niederländische Insel in der Karibik.
Die Flagge ist viergeteilt in blaue Felder mit rotem Rand. In der Mitte ist eine weiße Raute mit rotem Rand. In der Raute finden sich in Grün die Konturen der Insel (rechts der Vulkan The Quill, links die nördlichen Hügel) und ein gelber Stern.